# Новознам'янська школа
Новознам'янська гімназія Піщанської сільської ради — загальноосівітній навчальний заклад Новознам'янської об'єднаної територіальної громади у селі Нова Знам'янка.

## Історія
У селі Богомолівка Кохнівської волості Кременчуцького повіту Полтавської губернії 5 лютого 1870 року повітове земство відкрило школу. В земській школі налічувалося три класи та в них 40 учнів. У 1892—1893 роках в школі навчалося 100 учнів. З них 90 хлопчиків і 10 дівчаток. Навчали цих дітей дві вчительки: Дон Юлія Григорівна та Степанченко Антоніна Матвіївна. Попечителем земської школи був дворянин Тимченко.
Значно раніше, в 1858 р., в селі при мурованій Троїцькій церкві було відкрита церковнопарафіяльна школа. Школярів учили читати, писати, рахувати. Особлива увага приділялась вивченню Закону Божого, який щосереди та щоп'ятниці викладав сільський піп.
Після 1917 року в селі відкрито початкову школу. В ній працювало 4 вчителі, які навчали більш як 120 учнів. Директором був Тупало Іван Григорович.
У 1921 році село Богомолівка стало мати назву Червона Знам'янка. У 1930 році початкову школу реорганізували в Червонознам'янську семирічну. Для цього використовували приміщення сільського клубу та церковнопарафіяльної школи. При школі були квартири для вчителів. У 1934 році відбувся перший випуск школи. З 1934 по 1941 роки було вісім випусків. Школа мала хороші показники у навчанні і вихованні учнів. Директор школи Карюк Зінаїда Юріївна у 1939 р. була нагороджена медаллю «За трудову відзнаку».
23 вересня 1943 р. село було звільнене від нацистів, а в листопаді цього ж року починає працювати семирічна школа. У школі було 177 учнів, з ними працювало 8 вчителів. Директором була Горб Парасковія Афанасівна. Школа розміщувалася в пристосованих приміщеннях — хатах жителів села.
Після закінчення війни стали будувати нове приміщення школи на 4 класні кімнати. Для перших учнів школа відкрила двері у 1951 році. З повоєнних років і до 1959 року директором школи був Черниш Іван Денисович, після нього 1 рік — Ткаченко Іван Васильович. А з 1960 по 1983 рік — директором Червонознам'янської восьмирічної школи працює Костенко Андрій Григорович, який закінчив Полтавський учительський інститут. У Червонознам'янську восьмирічну школу він прийшов працювати вчителем фізики і відразу ж став директором. Першочерговим завданням нового директора стало будівництво нової школи, яке розпочалося у 1961 році. Новозбудована у 1963 році восьмирічна школа мала 8 класних кімнат з обладнаними кабінетами фізики, російської мови і літератури, історії. Тут вчилися учні з 4 по 8 клас, а початкова школа містилася у старому приміщенні колишньої семирічки. При школі працювала ще й вечірня школа для дорослих.
У 1967 році збудовано приміщення шкільної їдальні. У 1972 році для проведення уроків трудового навчання збудовано шкільну майстерню з найновішим на той час обладнанням. На території школи розбито спортивний майданчик з футбольним полем, волейбольним та баскетбольним майданчиками. В межах шкільної території закладено шкільні дослідні ділянки, де учні вирощують овочеві культури. А ще юннати розводять і доглядають у школі кроликів.
У 1983 році Костенко А. Г. залишає посаду директора. У 1983—1984 роках — директор Мураховець В. М. У 1984—1985 роках директор Маренич В. М. Водночас, у школі збудовано приміщення нової котельні, яка зараз переобладнана під газове опалення.

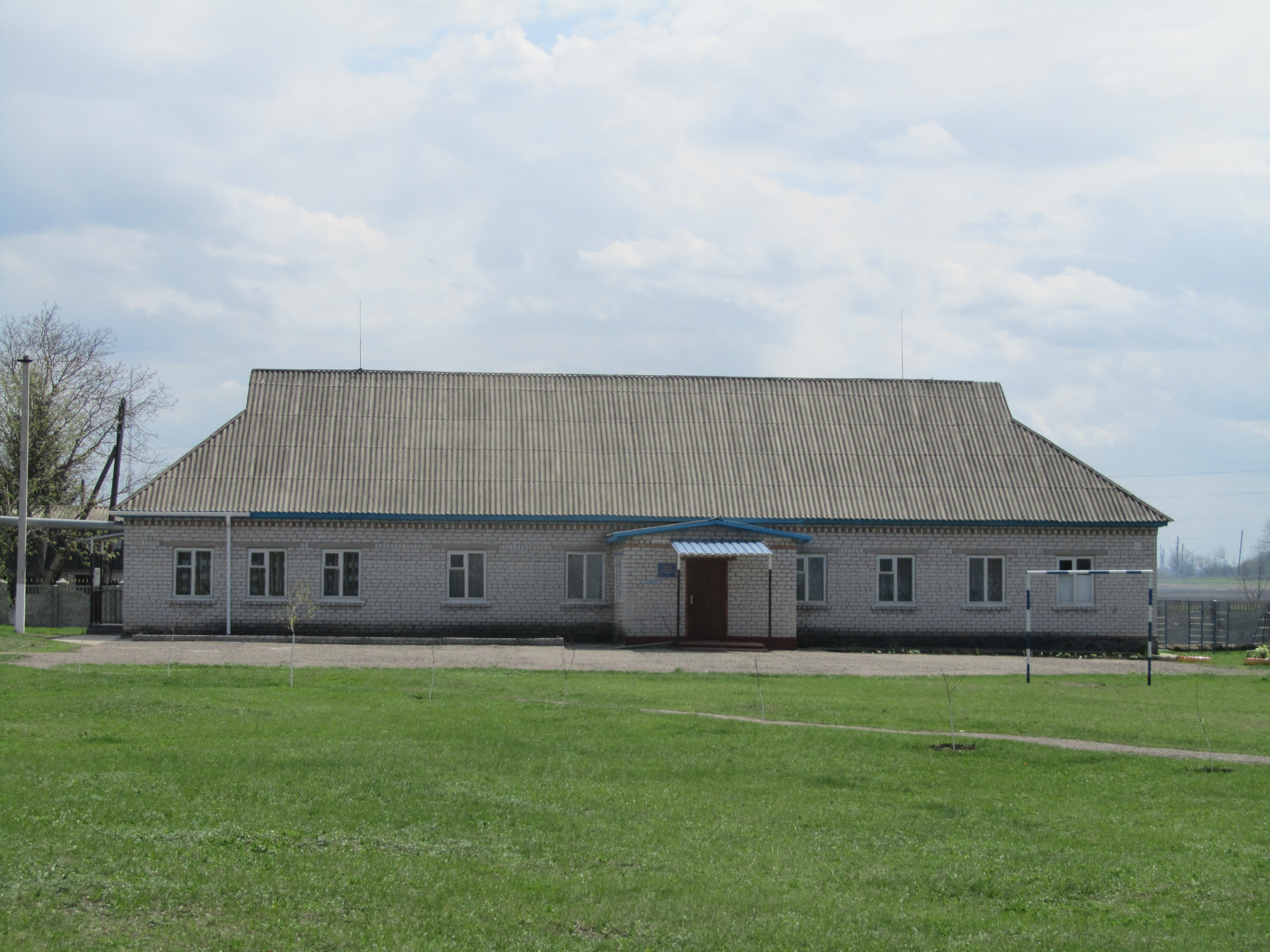
Дошкільний підрозділ «Капітошка» Новознам'янського НВК

У вересні 1985 року директором школи призначено молодого вчителя фізики Казидуба Володимира Григоровича.
У 1995 році у Червонознам'янській (нині — Новознам'янській гімназії) загальноосвітній школі І-ІІ ступенів навчається 170 учнів та працює досвідчений педагогічний колектив. Серед вчителів і колишні випускники школи: Коваль Г. В., Алещенко Т. П., Попенко Л. Г., Гамма М. Ф., Шкурко Н. О., Гамма В. Ф., Попенко В. В. Ситюк Ю.В.
У 2010 році директором стала Телятник Л. О.
19 грудня 2011 року відкрито 1 групу дошкільного підрозділу «Капітошка».
У березні 2014 року директором Новознам'янського НВК призначено Бугаєць В. І.
З березня 2021 року заклад перейменовано в Новознам'янську гімназію

## Сучасність
У 2015—2016 рр. у Новознам'янському НВК працює 16 педагогічних працівників, навчається 84 учні.
У 2024-2025 рр у новознам'янській гімназії працює 17 педагогічних працівників, навчається 90 учнів та 12 дітей відвідує дошкільний підрозділ гімназії
Учні були переможцями предметних олімпіад з базових дисциплін та призерами різноманітних конкурсів: «Посміхнемось щиро Вишні», «Малі ріки Полтавщини», «Моя Батьківщина — Україна» та інші.